# Carlos Cámara
Carlos Francisco Cámara Lázaro (Santo Domingo, 9 de enero de 1934-Ciudad de México, 24 de febrero de 2016)fue un actor dominicano, nacionalizado mexicano.
Provenía de una familia artística; su madre fue la actriz Lolita Lázaro y su hermano Francisco era bailarín. Contrajo matrimonio con la actriz Elisa Parejo, con quien tuvo tres hijos, los actores venezolanos Carlos Cámara Jr., Víctor Cámara y Lolita Cámara Parejo. El matrimonio terminó en divorcio. Se radicó en México a finales de la década de los 60, donde se casó nuevamente y procreó a otra hija, Norma. Carlos obtuvo la nacionalidad mexicana. Se dedicó a trabajar en la televisión, el cine y el teatro.

## Muerte
Cámara murió el 24 de febrero de 2016 a la edad de 82 años debido a un infarto.

## Filmografía

### Telenovelas
- Hasta que el dinero nos separe (2009-2010) .... Licenciado Francisco Beltrán
- La fea más bella (2006-2007) .... Fausto Domenzain
- Peregrina (2005-2006) .... Eliseo Alcocer
- Rubí (2004) .... Doctor José Luis Bermúdez
- Amor real (2003) .... Ramón Márquez
- La intrusa (2001) .... Rodrigo Junquera (#2)
- Siempre te amaré (2000) .... Licenciado Sandoval
- Soñadoras (1998-1999) .... Federico Marconi
- La mentira (1998) .... Don José "Pepe" Díez
- El alma no tiene color (1997) .... Humberto Roldán
- La antorcha encendida (1996) .... José Antonio Tirado
- Bajo un mismo rostro (1995) .... Carlos Gorostiaga
- Mágica juventud (1992-1993) .... Ezequiel
- Al filo de la muerte (1991-1992) .... Luigi Valenti
- El extraño retorno de Diana Salazar (1988 - 1989) .... Luther Henrich / Franz Webber
- Cuna de lobos (1986 - 1987) .... Reynaldo Gutiérrez
- Juana Iris (1985) .... Doctor Nicolás Miranda
- Principessa (1984 - 1986) .... Máximo
- La fiera (1983-1984) .... Lorenzo Martínez Bustamante
- Vanessa (1982) .... Doctor Servin
- Por amor (1982) .... Rosendo
- Infamia (1981-1982) .... Inspector Carmona
- Espejismo (1981) .... Román
- Winnetou ou le Mescalero (1980) .... Mortimer
- Los ricos también lloran (1979-1980) .... Fernando
- El cielo es para todos (1979)
- Viviana (1978-1979) .... Jesús Villarteaga
- El carruaje (1972) .... Alfonso Dubois, conde de Saligni / Padre Agustín Fischer
- El amor tiene cara de mujer (1971 - 1973) .... Alfredo Bustamante
- Lucía Sombra (1971) .... Doctor Pablo Orazábal
- La gata (1970-1971) .... Tilico / Juan Garza
- Cadenas de angustia (1969)
- María Mercé, La Chinita (1968) .... Alfonso
- Doña Bárbara (1967)
- San Martín de Porres (1964)

### Series
- La rosa de Guadalupe (2012)

### Cine
- La guerra contra las drogas (1990)
- Y tú... ¿quién eres? (1990)
- Masacre en el río Tula (1985)
- La leyenda de Rodrigo (1981)
- La guerra santa (1979) .... Padre Soler
- Supervivientes de los Andes (1976)
- Aventuras de un caballo blanco y un niño (1974)
- Conserje en condominio (1974) con Cantinflas.
- En busca de un muro (1973)
- El monasterio de los buitres (1973)
- Una mujer honesta (1972)
- Las chicas malas del padre Méndez (1971) con David Reynoso.
- Fallaste corazón (1969)

## Obras de teatro
- La malquerida, (1977) de Jacinto Benavente.[4]
- La dama de pan de jengibre, (1976) de Neil Simon.

## Premios y nominaciones

### Premios TVyNovelas 2004
| Categoría          | Telenovela | Resultado |
| ------------------ | ---------- | --------- |
| Mejor primer actor | Amor real  | Ganador   |

### Premios ACE 1998
| Categoría                   | Telenovela           | Resultado |
| --------------------------- | -------------------- | --------- |
| Mejor Coactuación Masculina | Bajo un mismo rostro | Ganador   |